# Roch Marc Christian Kaboré
Roch Marc Christian Kaboré (Ouagadougou, 25 april 1957) is een Burkinees politicus die van 29 december 2015 tot 24 januari 2022 de president van Burkina Faso was. Eerder was hij onder meer premier (1994–1996) en parlementsvoorzitter (2002–2012).

## Biografie

### Jeugd
Kaboré werd geboren in Ouagadougou. Zijn vader Charles Bila Kaboré was bankier. Na zijn studie economie aan de universiteit van Dijon in Frankrijk werd hij in 1984 algemeen directeur van de Banque Internationale du Burkina.

### Politiek
Kaboré was tussen 1994 en 1996 de premier van Burkina Faso en van 2002 tot 2012 de voorzitter van de Nationale Vergadering van Burkina Faso. Hij was aanvankelijk lid en voorzitter van het Congres voor Democratie en vooruitgang (CDP), tot zijn vertrek uit de partij in 2014. Hij richtte datzelfde jaar de partij Mouvement du Peuple pour le Progrès (MPP) op.
Bij de Burkinese verkiezingen van november 2015 was Kaboré namens de MPP presidentskandidaat. Hij vergaarde 53,5% van de stemmen en werd zo verkozen tot president. Zijn beëdiging vond plaats op 29 december 2015. In november 2020 werd Kaboré, met ruim 57% van de stemmen, herkozen voor een tweede ambtstermijn. Op 24 januari 2022 werd hij afgezet als president door militairen.

### Persoonlijk
Kaboré ontmoette zijn vrouw, Sika Bella Kaboré, in Frankrijk. Het koppel trouwde in 1982 en kreeg drie kinderen. Kaboré is lid van de Katholieke Kerk in Burkina Faso.
- Gemeinsame Normdatei: 1252548869
- International Standard Name Identifier: 0000 0000 4720 7536
- Library of Congress Control Number: no2008157304
- Nederlandse Thesaurus van Auteursnamen: 410860263
- Virtual International Authority File: 63833853
- WorldCat: E39PBJtrPhtXpDJvCY4kRVvWDq